# Thomas Bo Larsen
Thomas Bo Larsen (* 27. November 1963 in Gladsaxe) ist ein dänischer Schauspieler.

## Leben
Thomas Bo Larsen wurde mit einer Nebenrolle in Pusher einem breiten Publikum bekannt. Er arbeitet sowohl im Theater und in dänischen Fernsehproduktionen, als auch in Kinoproduktionen mit. Er gehört zu Thomas Vinterbergs Stammschauspielern und arbeitete in allen Filmen Vinterbergs mit Ausnahme von Submarino mit.
Larsen bekam 1997 den Robert für die beste Hauptrolle in Vinterbergs Film Zwei Helden, sowie 1999 für die beste Nebenrolle für seine Darstellung in Das Fest.

## Filmografie (Auswahl)
- 1993: De skrigende halse (Fernsehfilm)
- 1995: Final Hour
- 1996: Pusher
- 1996: Zwei Helden (De største helte)
- 1997: Geister II (Riget II)
- 1997: Royal Blues
- 1998: Albert und der große Rapollo (Albert)
- 1999: Das Fest (Festen)
- 2000: Blinkende Lichter (Blinkende lygter)
- 2001: Monas verden
- 2002: Hjerteafdelingen (Fernsehserie, 8 Folgen)
- 2003: It’s All About Love
- 2004: The Good Cop (Den gode strømer)
- 2005: Dear Wendy
- 2005: Ambulance (Ambulancen)
- 2005: Der Sonnenkönig (Solkongen)
- 2006: Lotto
- 2007: Pistoleros
- 2008: Den siste revejakta
- 2009: Winnie og Karina – The Movie
- 2011: Hjælp, det er jul (Fernsehserie, 24 Folgen)
- 2012: Die Jagd (Jagten)
- 2014: Zweite Chance (En chance til)
- 2015: The Wave – Die Todeswelle (Bølgen)
- 2015: The Idealist – Geheimakte Grönland (Idealisten)
- 2016: Follow the Money (Fernsehserie)
- 2020: Der Rausch (Druk)
- 2024: Families Like Ours – Nur mit Euch (Fernsehserie, 7 Folgen)

## Auszeichnungen
Robert-Filmpreis
- 1997: Bester Hauptdarsteller für Zwei Helden
- 1999: Bester Nebendarsteller für Das Fest